# Rodrigo Alemán

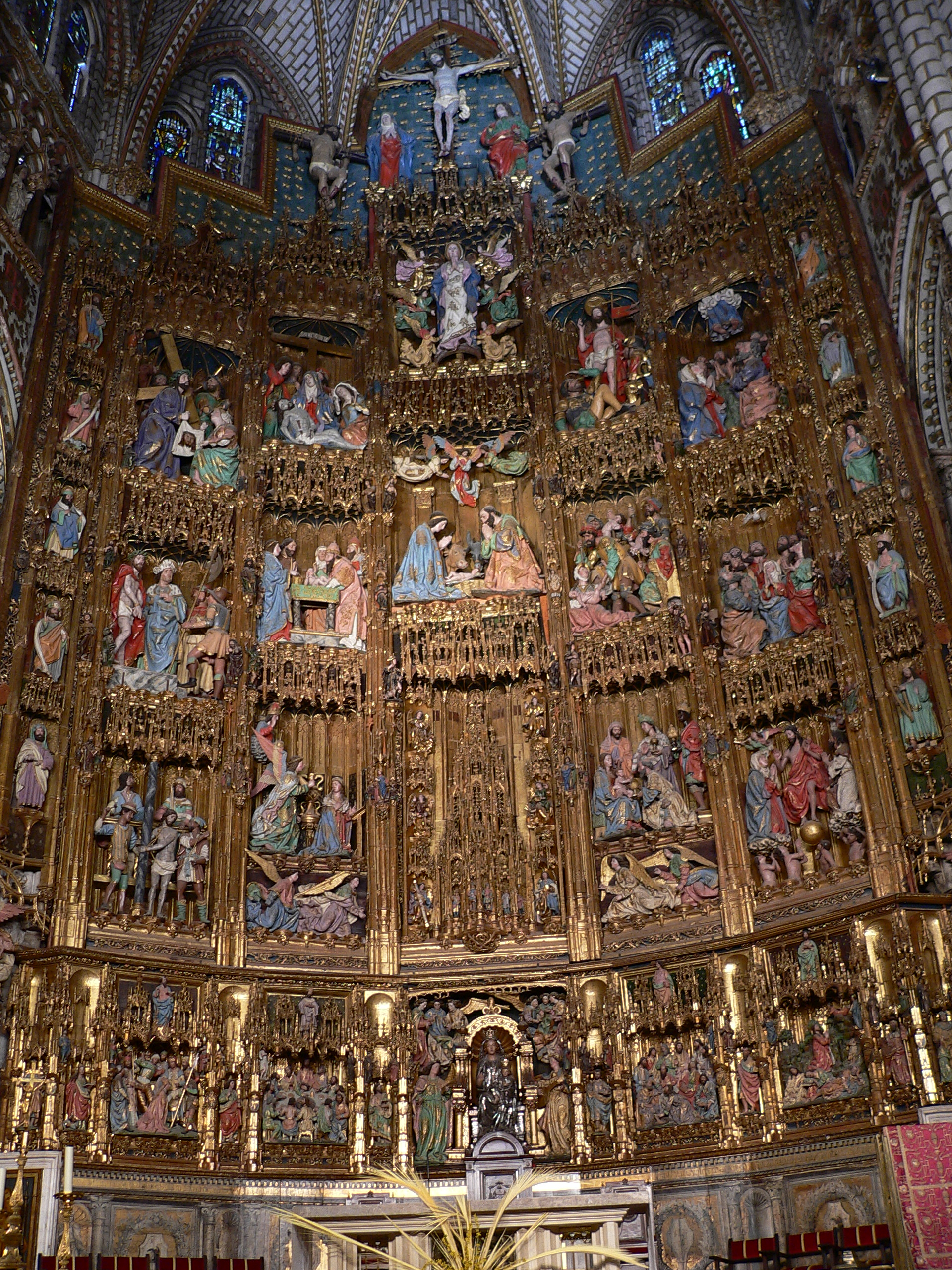
Hauptaltar der Kathedrale von Toledo an dem Alemán mitwirkte

Rodrigo Alemán (* 1470? in Sigüenza; † 1542 in Plasencia) war ein kastilischer Bildhauer. Er wird von Kunstexperten als einer der besten Bildhauer überhaupt eingeschätzt.

## Leben
Seine Biographie ist lückenhaft. Vermutlich wurde er 1470 in Sigüenza in der Provinz Guadalajara geboren und in der dortigen Kathedrale auf den Namen Rodrigo Duque getauft. Der Name Alemán (der Deutsche) ist möglicherweise auf die zentraleuropäische Herkunft seiner Familie zurückzuführen.
Zu seinen Werken zählen u. a. die Gestühle der Kathedralen von Toledo, Ciudad Rodrigo und Plasencia. In einigen seiner Werke findet man Andeutungen erotischer Beziehungen zwischen Mönchen und Frauen, aber auch Anspielungen auf Homosexualität. Diese und andere Tabubrüche wie die Darstellung spielender Teufel und eines körperlich Behinderten führten zu einem Konflikt mit der Inquisition.

## Legende
Gemäß einer Legende war Alemán in einem der Türme der Kathedrale von Placencia inhaftiert. Mit Federn von Gänsen, die er für die Küche gerupft hatte, konstruierte er einen Flugapparat und flog davon.

## Werke
- Chor der Kathedrale von Toledo
- Altarbild der Kathedrale von Toledo in gotischem Stil
- Chorgestühl der Kathedrale von Ciudad Rodrigo
- Chorgestühl der Kathedrale von Plasencia